# Abdessamad Niani
Abdessamad Niani, né le 27 mai 1995 à Beni Mellal (Maroc), est un footballeur marocain évoluant au poste de milieu de terrain au Hassania d'Agadir.

## Biographie

### En club
Abdessamad Niani débute le football en D2 marocaine avec le Raja de Beni Mellal. Il y dispute une demi-saison et est vice-champion de la D2 marocaine, permettant à son club d'être promu en D1.
Le 15 août 2019, il s'engage pour deux saisons au Youssoufia Berrechid, club promu en Botola Pro. Le 27 octobre 2019, il dispute son premier match face au Wydad Casablanca (défaite, 3-1). Le 22 février 2020, il inscrit un doublé face au Wydad Casablanca (victoire, 3-2).
Le 5 août 2021, il s'engage pour trois saisons au Hassania d'Agadir. Le 11 septembre 2021, il dispute son premier match face au Rapide Oued Zem (victoire, 1-0). Le 23 octobre 2021, il inscrit son premier but face au Youssoufia Berrechid (victoire, 1-0).

## Palmarès
Raja de Beni Mellal
- D2 marocaine :
  - Vice-champion : 2019.